# Direcció General de la Guàrdia Civil
La Direcció General de la Guàrdia Civil és l'òrgan de govern jeràrquicament superior dins de l'estructura orgànica del cos militar de la Guàrdia Civil espanyola i depenent del Ministeri de l'Interior d'Espanya. Des del 18 de novembre de 2016, el càrrec de director general recau sobre el jurista castellà José Manuel Holgado Merino.

## Titulars
| Nom                                                  | Inici                  | Final                  | Observacions                                           |
| ---------------------------------------------------- | ---------------------- | ---------------------- | ------------------------------------------------------ |
| Francisco Javier Girón y Ezpeleta                    | 2 de setembre de 1844  | 10 de juliol de 1854   | Primer director de la Guàrdia Civil.                   |
| Antonio María Alós                                   | 18 de juliol de 1854   | 1 d'agost de 1854      |                                                        |
| Facundo Infante Chávez                               | 1 d'agost de 1854      | 19 de juliol de 1856   |                                                        |
| José MacCrohon y Blake                               | 1 de setembre de 1856  | 12 d'octubre de 1856   |                                                        |
| Francisco Javier Girón y Ezpeleta                    | 12 d'octubre de 1856   | 1 de juliol de 1858    | 2a vegada                                              |
| Isidoro de Hoyos y Rubín de Celis                    | 2 de juliol de 1858    | 21 de novembre de 1863 |                                                        |
| Ángel García-Loygorri y García de Tejada             | 29 de setembre de 1864 | 25 de juny de 1865     |                                                        |
| Isidoro de Hoyos y Rubín de Celis                    | 25 de juny de 1865     | 28 de desembre de 1865 | 2a vegada                                              |
| Francisco Serrano Bedoya                             | 28 de desembre de 1865 | 11 de juliol de 1866   |                                                        |
| Rafael Acedo Rico y Amat                             | 11 de juliol de 1866   | 11 de març de 1867     |                                                        |
| José Turón y Prats                                   | 11 de març de 1867     | 16 de setembre de 1868 |                                                        |
| Anselmo Blaser San Martín                            | 16 de setembre de 1868 | 26 de setembre de 1868 | Revolució de 1868 «La Gloriosa»                        |
| Juan Antonio de Zaratiegui y Celigüeta               | 26 de setembre de 1868 | 25 d'octubre de 1868   |                                                        |
| Francisco Serrano Bedoya                             | 25 d'octubre de 1868   | 18 de juny de 1872     | 2a vegada                                              |
| Cándido Pieltain y Jove-Huergo                       | 19 de juny de 1872     | 26 de març de 1873     |                                                        |
| Mariano Socías del Fangar y Lledó                    | 5 de juliol de 1873    | 19 de setembre de 1873 |                                                        |
| Juan Acosta Muñoz                                    | 19 de setembre de 1873 | 10 d'octubre de 1873   |                                                        |
| Segundo de la Portilla Gutiérrez                     | 10 d'octubre de 1873   | 18 de gener de 1874    |                                                        |
| José Turón y Prats                                   | 18 de gener de 1874    | 28 de setembre de 1874 | 2a vegada                                              |
| Fernando Cotoner y Chacón Manrique de Lara y Despuig | 28 de setembre de 1874 | 21 de gener de 1882    |                                                        |
| Tomás García-Cervino y López de Sigüenza             | 23 de gener de 1882    | 5 de novembre de 1883  |                                                        |
| Agustín de Burgos y Llamas                           | 5 de novembre de 1883  | 26 d'abril de 1884     |                                                        |
| Ramón Fajardo Izquierdo                              | 26 d'abril de 1884     | 4 d'agost de 1884      |                                                        |
| Remigio Moltó y Díaz-Berrio                          | 6 d'agost de 1884      | 9 de desembre de 1885  |                                                        |
| Tomás García-Cervino y López de Sigüenza             | 9 de desembre de 1885  | 3 de desembre de 1887  | 2a vegada                                              |
| José Chinchilla y Díez de Oñate                      | 13 de gener de 1888    | 11 de desembre de 1888 |                                                        |
| Tomás O'Ryan y Vázquez                               | 11 de desembre de 1888 | 13 de novembre de 1890 |                                                        |
| Luis Dabán y Ramírez de Arellano                     | 14 de novembre de 1890 | 22 de gener de 1892    |                                                        |
| Romualdo Palacios González                           | 30 de gener de 1892    | 8 de febrer de 1899    |                                                        |
| José Chinchilla y Díez de Oñate                      | 8 de febrer de 1899    | 2 de març de 1899      | 2a vegada                                              |
| Antonio Dabán y Ramírez de Arellano                  | 16 de març de 1899     | 27 de juliol de 1901   |                                                        |
| Federico Ochando y Chumillas                         | 27 de juliol de 1901   | 30 d'agost de 1902     |                                                        |
| Luis María Pando Sánchez                             | 30 d'agost de 1902     | 13 de juliol de 1903   |                                                        |
| Camilo García de Polavieja y del Castillo            | 13 de juliol de 1903   | 23 de novembre de 1903 |                                                        |
| Arsenio Linares y Pombo                              | 23 de novembre de 1903 | 6 de desembre de 1903  |                                                        |
| Vicente Martítegui Pérez de Santamaría               | 7 de desembre de 1903  | 28 de gener de 1905    |                                                        |
| Joaquín Sánchez Gómez                                | 28 de gener de 1905    | 25 d'agost de 1910     |                                                        |
| Vicente Martítegui Pérez de Santamaría               | 25 d'agost de 1910     | 25 de gener de 1912    | 2a vegada                                              |
| Ángel Aznar y Butigieg                               | 31 de gener de 1912    | 3 de març de 1913      |                                                        |
| Ramón Echagüe y Méndez Vigo                          | 3 de març de 1913      | 30 d'octubre de 1913   |                                                        |
| Agustín de Luque y Coca                              | 30 d'octubre de 1913   | 10 de desembre de 1915 |                                                        |
| Enrique de Orozco y de la Puente                     | 10 de desembre de 1915 | 23 de juliol de 1916   |                                                        |
| Antonio Tovar y Marcoleta                            | 23 de juliol de 1916   | 20 d'abril de 1917     |                                                        |
| Agustín de Luque y Coca                              | 20 d'abril de 1917     | 26 de juny de 1917     | 2a vegada                                              |
| Salvador Arizón y Sánchez Fano                       | 26 de juny de 1917     | 6 de desembre de 1918  |                                                        |
| Juan Zubia y Bassecourt                              | 6 de desembre de 1918  | 26 de març de 1925     |                                                        |
| Ricardo Burguete y Lana                              | 27 de març de 1925     | 3 de novembre de 1928  |                                                        |
| José Sanjurjo Sacanell                               | 3 de novembre de 1928  | 3 de febrer de 1932    | Proclamació de la Segona República.                    |
| Miguel Cabanellas Ferrer                             | 3 de febrer de 1932    | 15 d'agost de 1932     |                                                        |
| Cecilio Bedia de la Cavallería                       | 15 d'agost de 1932     | 15 de febrer de 1935   | Revolució d'Astúries de 1934.                          |
| Miguel Cabanellas Ferrer                             | 15 de febrer de 1935   | 7 de gener de 1936     | 2a vegada                                              |
| Sebastián Pozas Perea                                | 7 de gener de 1936     | 24 de juliol de 1936   | Cop d'estat de juliol de 1936.                         |
| Guerra Civil espanyola                               |                        |                        |                                                        |
| Eliseo Álvarez-Arenas y Romero                       | 6 de setembre de 1939  | 13 d'abril de 1942     | Integració dels Carrabiners a la Guàrdia Civil (1940). |
| Enrique Cánovas Lacruz                               | 13 d'abril de 1942     | 1 de juliol de 1943    |                                                        |
| Camilo Alonso Vega                                   | 24 de juliol de 1943   | 30 de maig de 1955     |                                                        |
| Pablo Martín Alonso                                  | 30 de juny de 1955     | 8 de febrer de 1957    |                                                        |
| Eduardo Sáenz de Buruaga y Polanco                   | 8 de febrer de 1957    | 23 d'abril de 1959     |                                                        |
| Antonio Alcubilla Pérez                              | 23 d'abril de 1959     | 7 de desembre de 1962  | Creació de l'Agrupació de Trànsit (1959).              |
| Luis Zanón Aldalur                                   | 10 de desembre de 1962 | 31 de desembre de 1965 |                                                        |
| Ángel Ramírez de Cartagena y Marcaida                | 14 de gener de 1966    | 21 de setembre de 1967 |                                                        |
| Antonio Cores Fernández de Cañete                    | 6 d'octubre de 1967    | 22 de gener de 1969    |                                                        |
| Luis Díez-Alegría Gutiérrez                          | 7 de març de 1969      | 13 de gener de 1972    |                                                        |
| Carlos Iniesta Cano                                  | 21 de gener de 1972    | 13 de maig de 1974     |                                                        |
| José Vega Rodríguez                                  | 17 de maig de 1974     | 10 d'octubre de 1975   |                                                        |
| Ángel Campano López                                  | 10 d'octubre de 1975   | 23 de desembre de 1976 |                                                        |
| Antonio Ibáñez Freire                                | 23 de desembre de 1976 | 2 de maig de 1978      |                                                        |
| Carlos Oliete Sánchez                                | 2 de maig de 1978      | 2 de juliol de 1979    |                                                        |
| Pedro Fontenla Fernández                             | 2 de juliol de 1979    | 19 d'abril de 1980     |                                                        |
| José Luis Aramburu Topete                            | 24 d'abril de 1980     | 26 d'octubre de 1983   | Cop d'estat del 23 de febrer de 1981.                  |
| José Antonio Sáenz de Santamaría Tinturé             | 2 de novembre de 1983  | 3 d'octubre de 1986    |                                                        |
| Luis Roldán Ibáñez                                   | 31 d'octubre de 1986   | 3 de desembre de 1993  |                                                        |
| Ferran Cardenal i de Alemany                         | 3 de desembre de 1993  | 7 de maig de 1996      |                                                        |
| Santiago López Valdivielso                           | 7 de maig de 1996      | 30 d'abril de 2004     |                                                        |
| Carlos Gómez Arruche                                 | 30 d'abril de 2004     | 28 d'abril de 2006     |                                                        |
| Joan Mesquida Ferrando                               | 28 d'abril de 2006     | 21 d'abril de 2008     | Comandament unificat de la Policia i la Guàrdia Civil. |
| Francisco Javier Velázquez López                     | 21 d'abril de 2008     | 31 de desembre de 2011 | Comandament unificat de la Policia i la Guàrdia Civil. |
| Arsenio Fernández de Mesa y Díaz del Río             | 3 de gener de 2012     | 18 de novembre de 2016 |                                                        |
| José Manuel Holgado Merino                           | 18 de novembre de 2016 | 29 de juny de 2018     |                                                        |
| Félix Vicente Azón Vilas                             | 29 de juny de 2018     | 18 de gener de 2020    |                                                        |
| María Gámez Gámez                                    | 18 de gener de 2020    | actualitat             | Primera dona en ocupar el càrrec.                      |